# Barbara Tuchman
Barbara W. Tuchman, född Wertheim den 30 januari 1912 i New York, död 6 februari 1989 i Greenwich i Connecticut, var en amerikansk historiker, författare och journalist.
Hennes genombrott som en av Amerikas mest lästa historiker kom på 1960-talet med "The Guns of August", som gav henne Pulitzerpriset.
Flera av Tuchmans böcker finns översatta till svenska, bland annat "Det stolta tornet" och "En fjärran spegel".